# Гуарначчи, Эджидио
Эджидио Гуарначчи (итал. Egidio Guarnacci; род. 3 февраля 1934, Рим, Италия) — итальянский футболист, полузащитник.

## Клубная карьера
Он играл за «Рому» в течение девяти сезонов, сыграв 122 матча. Чотти называл его «полузащитником международного уровня». Он получил несколько серьёзных травм, которые повлияли на его карьеру, одна из которых затронула все шесть компонентов колена, но не сломала ни одного.
В сезоне 1955—1956 он играл в аренде в «Коллеферро». Вернувшись в «Рому», он был капитаном в 1958 и 1959 годах.
Гуарначчи играл за «Фиорентину» с 1963 по 1966 год и в сезоне 1965—1966 выиграл Кубок Италии и Кубок Митропы, проиграв финал этого турнира в 1965 году.

## Карьера в сборной
Дебютировал за сборную Италии в 1959 году, сыграв 3 матча, но не забив ни одного мяча.